# Östra England
Östra England (engelska East of England) är en av Englands nio regioner. Regionen har cirka 6,4 miljoner invånare (2022) och Cambridge som administrativt centrum.
Östra England utgjorde en valkrets vid valen till Europaparlamentet.

## Grevskap
- Bedfordshire
- Cambridgeshire
- Essex
- Hertfordshire
- Norfolk
- Suffolk

Främst de östra delarna kallas också East Anglia.